# لا ماگدلن
لا ماگدلن (به ایتالیایی: La Magdeleine) یک کومونه در ایتالیا است که در واله دائوستا واقع شده‌است. لا ماگدلن ۸ کیلومتر مربع مساحت و ۱۰۰ نفر جمعیت دارد و ۱٬۶۴۴ متر بالاتر از سطح دریا واقع شده‌است.